# Arnulf I van Vlaanderen
Arnulf I (± 889 – 27 maart 965), bijgenaamd Arnulf de Grote, was graaf van Vlaanderen, Boulogne en Montreuil.

## Strijd tegen Normandië
Arnulf was een zoon van Boudewijn II van Vlaanderen en Ælfthryth van Wessex. Na Boudewijns dood werden zijn graafschappen verdeeld tussen zijn zonen: Arnulf ontving Vlaanderen, Adalolf ontving Boulogne.
Op vraag van koning Rudolf van Frankrijk namen de broers deel aan een coalitie tegen Rollo. Een aanval op diens hertogdom Normandië (924) draaide echter uit op een mislukking. De koning moest weer vrede sluiten. In 925 nam Rollo wraak op de betrokken graven. Hij plunderde Vermandois en Boulogne. Een confrontatie met Arnulf en Adalolf, te Fauquembergues, eindigde onbeslist. Een jaar nadien begonnen Arnulf, Adalolf en Herbert II van Vermandois een strafexpeditie waarop ze Eu verwoestten. In 927 bracht koning Rudolf verzoening tussen zijn graven.
In 928 werd Arnulf geconfronteerd met de komst van Siegfried de Deen, waardoor hij het graafschap Guînes moest afscheiden. Daarna leefden Vlaanderen en Denemarken jarenlang op gespannen voet. Na de plotse dood van zijn opvolger sloot Arnulf vrede, en schonk aan Siegfried de hand van zijn dochter (964).

## De Oosterbant en Artesië
Toen Herbert II van Vermandois in conflict kwam met koning Rudolf en Hugo de Grote, maakte Arnulf hiervan gebruik om zijn aandacht te vestigen op de Oosterbant en Artesië, die voordien al twistappels waren geweest tussen Boudewijn II van Vlaanderen en Herbert I van Vermandois. In 931 verjoeg Arnulf de graaf van Laon uit Mortagne. In 932 verjoeg hij graaf Adalhelm uit Arras.
Door de plotse dood van Adalolf werd hij regent voor zijn minderjarige neven Boudewijn en Arnulf II (933). In werkelijkheid bestuurde hij Boulogne als zijn persoonlijke bezit. De graven van Ternois en Hesdin, nu ingeklemd tussen Arnulfs bezittingen, erkenden Arnulf als hun suzerein.
Intussen had Herbert veel terrein verloren in zijn strijd tegen koning Rudolf. Hij beëindigde zijn vijandigheden tegen Arnulf. In 934 trouwde Arnulf met Herberts dochter Aleidis. Kort na Herberts overlijden zou Arnulf nog Douai bezetten, waarna hij de Scarpe volledig beheerste (943).

## Montreuil en Rouen
Omdat Herluinus van Montreuil zich had aangesloten bij Normandië, vielen de kozijnen Arnulf en Æthelstan van Engeland hem aan in 939. Ze konden Montreuil innemen, maar Willem I van Normandië heroverde de stad en gaf ze terug aan Herluinus. Arnulf nodigde Willem uit voor een overleg in Picquigny (942). De bespreking leverde echter niets op en aan het einde zagen Arnulfs mannen een kans om Willem te vermoorden. Nu waagde Arnulf een nieuwe poging om Montreuil te veroveren, maar dat werd ditmaal succesvol verdedigd door Rogier van Montreuil. Een derde aanval in 948 slaagde wel. Rogier verloor Montreuil en moest uitwijken naar Abbeville.
Arnulf wilde nog steeds afrekenen met Normandië. Samen met Lodewijk, de koning van Frankrijk, en Otto, de koning van Duitsland, verzamelde hij een strijdmacht en trok naar Rouen. Tijdens het beleg wist Richard I van Normandië het bondgenootschap uiteen te spelen. De terugtrekking van Arnulf werd hem zeer kwalijk genomen door Otto, die daarom zijn troepen al plunderend door Vlaanderen voerde en een permanente versterking bouwde tegenover Gent, op de "Duitse" zijde van de Schelde. Later verzoende Arnulf zich met de heer van deze versterking, Wichman IV van Hamaland, en beleende hem met de aangrenzende Oudburg.

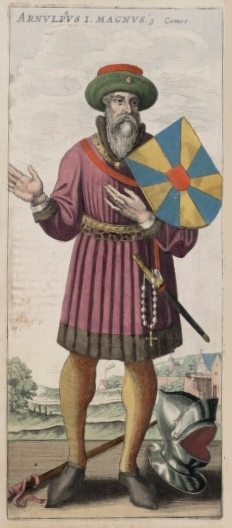
Afbeelding uit de Flandria illustrata (1641)
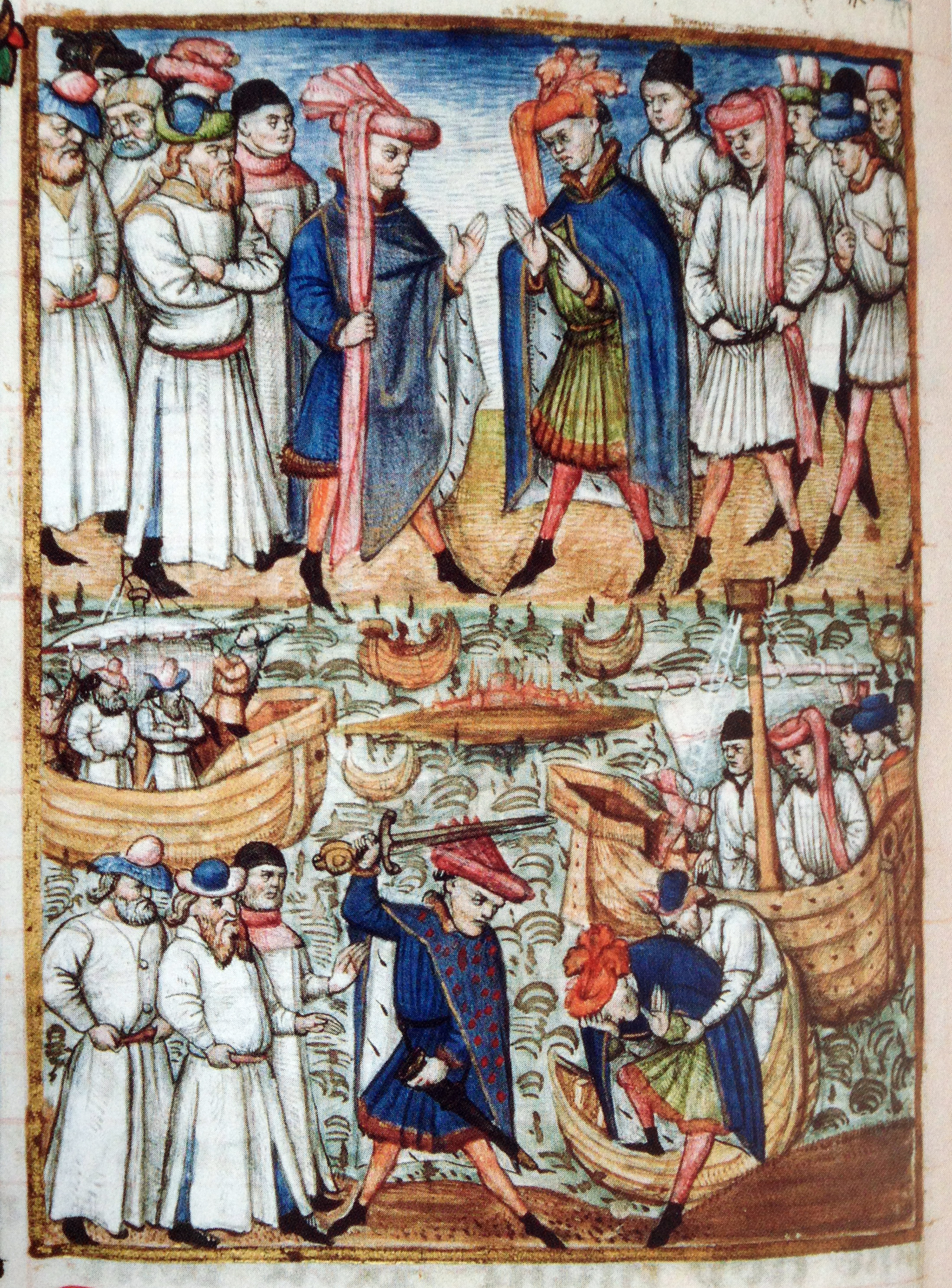
De moord op Willem I van Normandië, volgens een 15e-eeuws manuscript

## Kerkelijke initiatieven
In zijn hoofdplaats Brugge stichtte Arnulf de kapel die aan de oorsprong ligt van de Sint-Donaaskathedraal. In Gent liet hij een kerk bouwen ter ere van Johannes de Doper, de voorloper van de Sint-Baafskathedraal.
In 940 haalde Arnulf Gerardus van Brogne naar Vlaanderen. Deze kreeg de opdracht om in de belangrijkste abdijen de benedictijner leefregel in te voeren.
Toen de inwoners van Cambrai in opstand kwamen tegen de hun bisschop, schoot Arnulf de bisschop te hulp. Hij werd hiervoor beloond met landgoederen bij Lambres.

## Opvolging
Gezien zijn leeftijd was Arnulf mogelijk al getrouwd vóór 934, het jaar waarin hij (her)trouwde met Aleidis van Vermandois.
- Liutgard van Vlaanderen (± 935 – 964) trouwde rond 955 met Wichman IV van Hamaland
- Hildegard van Vlaanderen (± 938 – 990) trouwde rond 950 met Dirk II van West-Friesland
- Elftrudis (geboren rond 940) trouwde vóór 965 met Siegfried I van Guînes
- Egbert overleed reeds vóór 10 juli 953

Gezien het gebrek aan zonen, adopteerde Arnulf zijn neef Boudewijn. In 958 benoemde Arnulf deze tot medegraaf van Vlaanderen en Boulogne. Boudewijn stierf echter onverwacht in 962. Plotseling zat Arnulf zonder erfgenamen, waardoor de graafschappen bij zijn overlijden zouden terugvallen op koning Lotharius van Frankrijk. Daarom sloot hij een overeenkomst met Lotharius. Lotharius bekrachtigde Boudewijns zoon, de nog minderjarige Arnulf II van Vlaanderen, als rechtmatige erfgenaam van Vlaanderen. Arnulf I verklaarde zich akkoord dat de graventitel over Boulogne zou terugvallen aan de koning. Twee broers van Boudewijn verzetten zich tegen Arnulf I, en eisten Boulogne op als erfenis van hun vader Adalolf.
Arnulf I stierf in 965; volgens een overlevering werd hij gedood door een verwant van Rogier van Montreuil. Hij werd begraven in de Sint-Pietersabdij (Gent). Een van zijn opstandige neven, Arnulf II van Boulogne, maakte van de gelegenheid gebruik om zich te laten huldigen als Arnulfs opvolger in Boulogne. Na hem werden zijn nakomelingen graaf van Boulogne.

## Voorouders
| Voorouders van Arnulf I van Vlaanderen | Voorouders van Arnulf I van Vlaanderen                                       | Voorouders van Arnulf I van Vlaanderen                                       | Voorouders van Arnulf I van Vlaanderen                                       | Voorouders van Arnulf I van Vlaanderen                                       | Voorouders van Arnulf I van Vlaanderen                                     | Voorouders van Arnulf I van Vlaanderen                                     | Voorouders van Arnulf I van Vlaanderen                                     | Voorouders van Arnulf I van Vlaanderen                                     |
| -------------------------------------- | ---------------------------------------------------------------------------- | ---------------------------------------------------------------------------- | ---------------------------------------------------------------------------- | ---------------------------------------------------------------------------- | -------------------------------------------------------------------------- | -------------------------------------------------------------------------- | -------------------------------------------------------------------------- | -------------------------------------------------------------------------- |
| Overgrootouders                        | ? (-) ∞ ? (-)                                                                | ? (-) ∞ ? (-)                                                                | Karel de Kale (823-877) ∞ 842 Ermentrudis van Orléans (830-869)              | Karel de Kale (823-877) ∞ 842 Ermentrudis van Orléans (830-869)              | Æthelwulf (800-858) ∞ Osburh (810–ca. 855)                                 | Æthelwulf (800-858) ∞ Osburh (810–ca. 855)                                 | Æthelred Mucil (?-?) ∞ Eadburh (?-?)                                       | Æthelred Mucil (?-?) ∞ Eadburh (?-?)                                       |
| Grootouders                            | Boudewijn I van Vlaanderen (840-879) ∞ 863 Judith van West-Francië (844-870) | Boudewijn I van Vlaanderen (840-879) ∞ 863 Judith van West-Francië (844-870) | Boudewijn I van Vlaanderen (840-879) ∞ 863 Judith van West-Francië (844-870) | Boudewijn I van Vlaanderen (840-879) ∞ 863 Judith van West-Francië (844-870) | Alfred de Grote (848-899) ∞ 868 Ealhswith (852-905)                        | Alfred de Grote (848-899) ∞ 868 Ealhswith (852-905)                        | Alfred de Grote (848-899) ∞ 868 Ealhswith (852-905)                        | Alfred de Grote (848-899) ∞ 868 Ealhswith (852-905)                        |
| Ouders                                 | Boudewijn II van Vlaanderen (865-918) ∞ 884 Ælfthryth van Wessex (868-929)   | Boudewijn II van Vlaanderen (865-918) ∞ 884 Ælfthryth van Wessex (868-929)   | Boudewijn II van Vlaanderen (865-918) ∞ 884 Ælfthryth van Wessex (868-929)   | Boudewijn II van Vlaanderen (865-918) ∞ 884 Ælfthryth van Wessex (868-929)   | Boudewijn II van Vlaanderen (865-918) ∞ 884 Ælfthryth van Wessex (868-929) | Boudewijn II van Vlaanderen (865-918) ∞ 884 Ælfthryth van Wessex (868-929) | Boudewijn II van Vlaanderen (865-918) ∞ 884 Ælfthryth van Wessex (868-929) | Boudewijn II van Vlaanderen (865-918) ∞ 884 Ælfthryth van Wessex (868-929) |
| Arnulf I van Vlaanderen (889-965)      |                                                                              |                                                                              |                                                                              |                                                                              |                                                                            |                                                                            |                                                                            |                                                                            |